# Grégoire Saucy
Grégoire Saucy (Bassecourt, 1999. december 26. –) svájci autóversenyző.

## Pályafutása

### V de V Challenge Monoplace
2016-ban vezetett először formula-autót, a luxemburgi RC Formula csapattal vett részt a V de V Challenge Monoplace bajnokságban. A három dobogós helyezése a 4. helyre volt elég év végén.

### Formula–4

#### ADAC Formula 4
2018-ban az ADAC F4-es sorozatban versenyzett vendégpilótaként a Jenzer Motorsport csapatnál, a két futamon amin részt vett 11. és 5. helyen végzett.
2019-ben a R-ace GP pilótájaként kétszer is dobogón végzett, a szezont 9. helyen zárta, 28 ponttal orosz csapattársa Michael Belov mögött.

#### Olasz Formula–4
A Jenzer Motorsport csapatával vendégpilótaként vett részt a 2017-es olasz F4-ben. Hat futamon versenyzett, kétszer ért be pontot érő helyen, mindkétszer a Mugellóban rendezett futamon.
2018-ban ismét a Jenzer Motorsporttal versenyzett, egészen a szezon utolsó futamáig, ahol váltott a R-ace GP csapatra. Legjobb helyezése az 5. hely volt, valamint két pole-pozíciót is szerzett a 3. versenyhétvégén Monzában.
A R-ace GP-vel versenyzett a 2019-es szezonban is, 15. helyen végzett, viszont csak 3 fordulóban versenyzett.

### Formula Renault Európa-kupa
Az első éve Formula Renaultban 2017 volt, az AVF by Adrian Valles pilótája volt. Saucy a 2019-es szezon utolsó két hétvégéjén a R-ace GP-vel versenyzett, az első futamot 5. helyen zárta, míg a többi hármat 12. helyen.
2020-ban Saucy az ART Grand Prix pilótája volt Paul Aron és Victor Martins mellett. 7. helyen végzett, kétszer is dobogón végezve.

### Formula Regionális Európa-bajnokság
2021-ben maradt az ART Grand Prix kötelékében, a csapattársai Gabriele Minì és Thomas ten Brinke voltak. A szezon első hétvégéjén a második futamot megnyerte Imolában, majd Barcelonában is nyert kétszer. Miután Monacóban nem szerzett pontot, a francia első futamon pedig kizárták az élről, a francia második futamot meg tudta nyerni ismét. A svájci versenyző dominálta a zandvoorti hétvégét, két pole-t és két győzelmet szerezve. Saucy a 24. helyről indult a spai futamon, a félig száraz, félig esős időmérő miatt, de így is sikerült a 8. helyen célba érnie. A második futamot az 1. helyről kezdte és megszerezte 7. győzelmét a szezonban. Az utolsó előtti futamra riválisa, Hadrien David előtti 78 pontos előnnyel érkezett. Az első mugellói futamon 5. helyen végzett, míg a francia csak 23. helyen ért célba, így Saucy hivatalosan is bajnok lett egy fordulóval a bajnokság vége előtt. A szezont 277 szerzett ponttal zárta, 8 győzelme volt és 10-szer állt dobogón, ami azt jelentette, hogy a versenyek felén a dobogón végzett.

### Formula–3
2021 novemberében részt vett az idény végi teszteken az ART Grand Prix-vel Victor Martins és Juan Manuel Correa oldalán. Pár nappal a teszt után bejelentették, hogy Saucy lesz az egyik ART pilóta a 2022-es FIA Formula–3-as idényre. A szezonnyitó bahreini nagydíj második futamán megszerezte első dobogóját, miután a harmadik helyen végzett. Az emilia-romagnai nagydíjon a harmadik helyen haladt, amikor Oliver Bearman kilökte. Innentől a teljesítménye visszaesett és csak a magyar nagydíj sprintversenyén szerzett pontot, miután a 7. lett, majd a holland és az olasz sprintversenyeken. Az összetett bajnokságban a 15. helyen végzett, míg Martins bajnok lett.
2022 novemberében jelentették be, hogy a következő szezonban is a csapat pilótája marad.

### Sportautózás

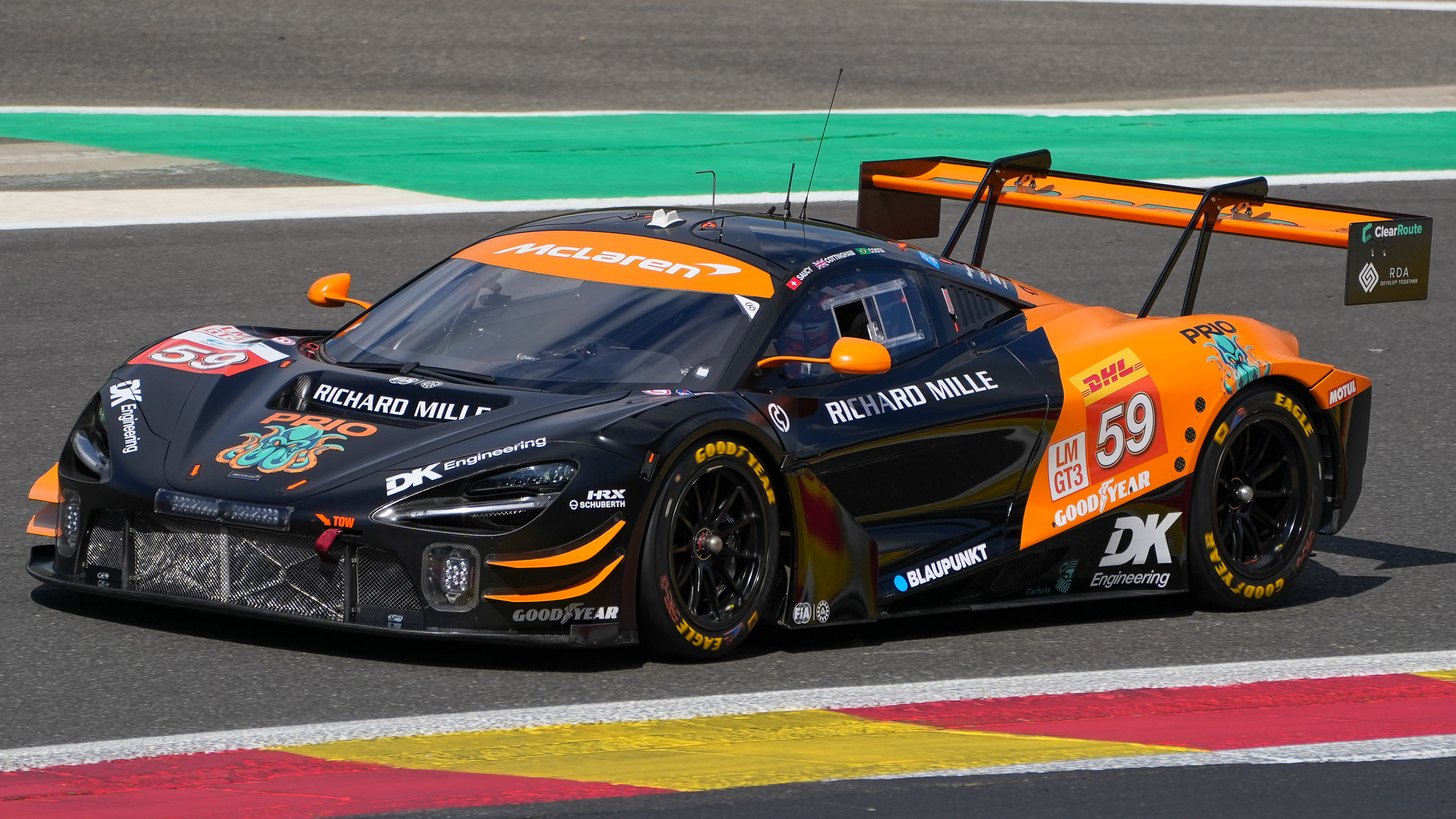
Saucyék triója a 2024-es WEC spái 6 órás versenyén.

Miután az FIA Formula–3 bajnokságban nem maradt helye, 2024-re a hosszútávú-világbajnokságba (WEC) szerződött az új GT3-as kategóriában induló United Autosports csapatához, akik egy McLaren 720S GT3 Evo-val indították. Ő és csapattársai két pontmentes versennyel indították, de a Spa-Francochamps során megszerezték a negyedik helyet. A 2024-es Le Mans-i 24 óráson a 3. helyről voltak kénytelenek kiállni motorhiba miatt. Ezt követte két zsinórban lévő negyedik hely São Paulóban és Austinban. A bahreini 8 órás verseny 6. helyezése után a 9. helyet szerezték meg az LMGT3 tabelláján.
Dupla programot teljesített 2024-ben, hiszen az európai Le Mans-szériában is indult az LMP2-es osztályban a Richard Mill TDS csapatával Mathias Beche és Rodrigo Sales társaként. A barcelonai szezonnyitón elért Pro-Am dobogót követően a Le Castellet-ben nyertek. Megszerezte a pole-t a Spa-Francorchampsban, de egy biztonsági autó újraindítása után visszaestek. A Mugello 4 órást újfent megnyerték.

## Eredményei

### Karrier összefoglaló
| Szezon | Bajnokság                           | Csapat               | Verseny | Győzelem | Pole | Leggyorsabb kör | Dobogós helyezés | Pont | Helyezés |
| ------ | ----------------------------------- | -------------------- | ------- | -------- | ---- | --------------- | ---------------- | ---- | -------- |
| 2016   | V de V Challenge Monoplace          | RC Formula           | 3       | 0        | 0    | 0               | 0                | 661  | 4.       |
| 2016   | V de V Challenge Monoplace          | GSK Grand Prix       | 18      | 0        | 2    | 1               | 3                | 661  | 4.       |
| 2017   | Formula Renault Európa-kupa         | AVF by Adrián Vallés | 4       | 0        | 0    | 0               | 0                | 0    | 26.      |
| 2017   | Olasz Formula–4-bajnokság           | Jenzer Motorsport    | 6       | 0        | 0    | 0               | 0                | 7    | NC†      |
| 2018   | ADAC Formula–4                      | Jenzer Motorsport    | 2       | 0        | 0    | 0               | 0                | 0    | NC†      |
| 2018   | Olasz Formula–4-bajnokság           | Jenzer Motorsport    | 18      | 0        | 2    | 1               | 0                | 63   | 11.      |
| 2018   | Olasz Formula–4-bajnokság           | R-ace GP             | 3       | 0        | 0    | 0               | 0                | 63   | 11.      |
| 2019   | Formula Renault Európa-kupa         | R-ace GP             | 4       | 0        | 0    | 0               | 0                | 0    | NC†      |
| 2019   | Olasz Formula–4-bajnokság           | R-ace GP             | 9       | 0        | 0    | 0               | 0                | 28   | 15.      |
| 2019   | ADAC Formula–4                      | R-ace GP             | 20      | 0        | 0    | 0               | 2                | 95   | 9.       |
| 2020   | Formula Renault Európa-kupa         | ART Grand Prix       | 20      | 0        | 0    | 0               | 2                | 95.5 | 7.       |
| 2020   | Toyota Racing Series                | Giles Motorsport     | 15      | 0        | 0    | 0               | 2                | 220  | 6.       |
| 2021   | Formula Regionális Európa-bajnokság | ART Grand Prix       | 20      | 8        | 8    | 2               | 10               | 277  | 1.       |
| 2022   | Formula–3                           | ART Grand Prix       | 18      | 0        | 0    | 0               | 1                | 30   | 15.      |
| 2023   | Formula–3                           | ART Grand Prix       | 18      | 0        | 1    | 2               | 2                | 54   | 14.      |
| 2024   | WEC                                 | United Autosports    | 8       | 0        | 0    | 0               | 0                | 52   | 9.       |
| 2024   | Európai Le Mans-széria              | Richard Mille by TDS | 6       | 2        | 0    | 1               | 4                | 94   | 4.       |

* A szezon jelenleg is zajlik.
† Mivel vendégpilóta volt, ezért nem részesült bajnoki pontokban.

### Teljes FIA Formula–3-as eredménysorozata
(Táblázat értelmezése)

(Félkövér: pole-pozícióból indult; dőlt: leggyorsabb kört futott) 

| Év   | Csapat         | 1          | 2         | 3          | 4           | 5          | 6          | 7          | 8          | 9          | 10         | 11         | 12         | 13         | 14         | 15         | 16         | 17         | 18          | Helyezés | Pont |
| ---- | -------------- | ---------- | --------- | ---------- | ----------- | ---------- | ---------- | ---------- | ---------- | ---------- | ---------- | ---------- | ---------- | ---------- | ---------- | ---------- | ---------- | ---------- | ----------- | -------- | ---- |
| 2022 | ART Grand Prix | BHR SPR Ki | BHR FEA 3 | IMO SPR Ki | IMO FEA 23† | ESP SPR 11 | ESP FEA 11 | GBR SPR 18 | GBR FEA 25 | AUT SPR 11 | AUT FEA 14 | HUN SPR 7  | HUN FEA 11 | BEL SPR 12 | BEL FEA Ki | NED SPR 5  | NED FEA Ki | ITA SPR 6  | ITA FEA 28† | 15.      | 30   |
| 2023 | ART Grand Prix | BHR SPR 7  | BHR FEA 4 | AUS SPR 8  | AUS FEA 2   | MON SPR 3  | MON FEA 10 | ESP SPR 23 | ESP FEA Ki | AUT SPR 20 | AUT FEA 27 | GBR SPR 21 | GBR FEA 9  | HUN SPR 9  | HUN FEA 15 | BEL SPR 10 | BEL FEA 20 | ITA SPR 22 | ITA FEA Ki  | 14.      | 54   |

† A versenyt nem fejezte be, de helyezését értékelték, mert a versenytáv több, mint 90%-át teljesítette.